# Dean Evason
Dean Clement Evason, född 22 augusti 1964, är en kanadensisk ishockeytränare och före detta professionell ishockeyforward som är tränare för Columbus Blue Jackets i National Hockey League (NHL) sedan den 22 juli 2024.

## Spelare
Han som ishockeyspelare tillbringade 13 säsonger i NHL, där han spelade för Washington Capitals, Hartford Whalers, San Jose Sharks, Dallas Stars och Calgary Flames. Evason producerade 372 poäng (139 mål och 233 assists) samt drog på sig 1 000 utvisningsminuter på 803 grundspelsmatcher. Han spelade också för EV Zug i Nationalliga A (NLA); EV Landshut i Deutsche Eishockey Liga (DEL); Binghamton Whalers i American Hockey League (AHL) samt Spokane Flyers och Kamloops Junior Oilers i Western Hockey League (WHL).
Evason draftades av Washington Capitals i femte rundan i 1982 års draft som 89:e spelaren totalt.

### Statistik

#### Lag
| 1980–1981  | Cowichan Valley Capitals | BCJHL      | 50  | 20  | 51  | 71  | 39   | —  | —  | —  | —  | —   |
|            | Spokane Flyers           | WHL        | 3   | 1   | 1   | 2   | 0    | —  | —  | —  | —  | —   |
| 1981–1982  | Spokane Flyers           | WHL        | 26  | 8   | 14  | 22  | 65   | —  | —  | —  | —  | —   |
|            | Kamloops Junior Oilers   | WHL        | 44  | 21  | 55  | 76  | 47   | 4  | 2  | 1  | 3  | 0   |
| 1982–1983  | Kamloops Junior Oilers   | WHL        | 70  | 71  | 93  | 164 | 102  | 7  | 5  | 7  | 12 | 18  |
| 1983–1984  | Washington Capitals      | NHL        | 2   | 0   | 0   | 0   | 0    | —  | —  | —  | —  | —   |
|            | Kamloops Junior Oilers   | WHL        | 57  | 49  | 88  | 137 | 89   | 17 | 21 | 20 | 41 | 33  |
| 1984–1985  | Washington Capitals      | NHL        | 15  | 3   | 4   | 7   | 2    | —  | —  | —  | —  | —   |
|            | Hartford Whalers         | NHL        | 2   | 0   | 0   | 0   | 0    | —  | —  | —  | —  | —   |
|            | Binghamton Whalers       | AHL        | 65  | 27  | 49  | 76  | 38   | 8  | 3  | 5  | 8  | 9   |
| 1985–1986  | Hartford Whalers         | NHL        | 55  | 20  | 28  | 48  | 65   | 10 | 1  | 4  | 5  | 10  |
|            | Binghamton Whalers       | AHL        | 26  | 9   | 17  | 26  | 29   | —  | —  | —  | —  | —   |
| 1986–1987  | Hartford Whalers         | NHL        | 80  | 22  | 37  | 59  | 67   | 5  | 3  | 2  | 5  | 35  |
| 1987–1988  | Hartford Whalers         | NHL        | 77  | 10  | 18  | 28  | 115  | 6  | 1  | 1  | 2  | 2   |
| 1988–1989  | Hartford Whalers         | NHL        | 67  | 11  | 17  | 28  | 60   | 4  | 1  | 2  | 3  | 10  |
| 1989–1990  | Hartford Whalers         | NHL        | 78  | 18  | 25  | 43  | 138  | 7  | 2  | 2  | 4  | 22  |
| 1990–1991  | Hartford Whalers         | NHL        | 75  | 6   | 23  | 29  | 170  | 6  | 0  | 4  | 4  | 29  |
| 1991–1992  | San Jose Sharks          | NHL        | 74  | 11  | 15  | 26  | 99   | —  | —  | —  | —  | —   |
| 1992–1993  | San Jose Sharks          | NHL        | 84  | 12  | 19  | 31  | 132  | —  | —  | —  | —  | —   |
| 1993–1994  | Dallas Stars             | NHL        | 80  | 11  | 33  | 44  | 66   | 9  | 0  | 2  | 2  | 12  |
| 1994–1995  | Dallas Stars             | NHL        | 47  | 8   | 7   | 15  | 48   | 5  | 1  | 2  | 3  | 12  |
| 1995–1996  | Calgary Flames           | NHL        | 67  | 7   | 7   | 14  | 38   | 3  | 0  | 1  | 1  | 0   |
| 1996–1997  | EV Zug                   | NLA        | 3   | 0   | 1   | 1   | 2    | 4  | 0  | 2  | 2  | 4   |
|            | Kanadas ishockeylandslag |            | 56  | 25  | 46  | 71  | 106  | —  | —  | —  | —  | —   |
| 1997–1998  | EV Landshut              | DEL        | 42  | 8   | 22  | 30  | 38   | 6  | 0  | 3  | 3  | 18  |
| 1998–1999  | EV Landshut              | DEL        | 45  | 13  | 25  | 38  | 76   | 3  | 0  | 1  | 1  | 2   |
| NHL totalt | NHL totalt               | NHL totalt | 803 | 139 | 233 | 372 | 1000 | 55 | 9  | 20 | 29 | 132 |
| DEL totalt | DEL totalt               | DEL totalt | 87  | 21  | 47  | 68  | 114  | 9  | 0  | 4  | 4  | 20  |
| AHL totalt | AHL totalt               | AHL totalt | 91  | 36  | 66  | 102 | 67   | 8  | 3  | 5  | 8  | 9   |
| WHL totalt | WHL totalt               | WHL totalt | 200 | 150 | 251 | 401 | 303  | 28 | 28 | 28 | 56 | 51  |

#### Internationellt
| Källa: Utv = Utvisningsminuter | Källa: Utv = Utvisningsminuter | Källa: Utv = Utvisningsminuter |         |     |         |       |     |  |
| År                             | Lag                            | Mästerskap                     | Matcher | Mål | Assists | Poäng | Utv |  |
| ------------------------------ | ------------------------------ | ------------------------------ | ------- | --- | ------- | ----- | --- |  |
| 1984                           | Kanada                         | JVM                            | 7       | 6   | 3       | 9     | 0   |  |
| 1997                           | Kanada                         | VM                             | 11      | 2   | 3       | 5     | 20  |  |
| Junior totalt                  | Junior totalt                  | Junior totalt                  | 7       | 6   | 3       | 9     | 0   |  |
| Senior totalt                  | Senior totalt                  | Senior totalt                  | 11      | 2   | 3       | 5     | 20  |  |

## Tränare
Direkt efter att han avslutade sin aktiva spelarkarriär, blev han assisterande tränare för Calgary Hitmen i WHL under pågående säsong. När säsongen var färdigspelad, utsågs han till tränare för Kamloops Blazers i samma liga. Evason var där fram till 2002 när han flyttade över till att vara tränare för ligakonkurrenten Vancouver Giants. År 2004 återvände han till Hitmen och var deras tränare. Året därpå blev han utsedd till att vara assisterande tränare i sitt gamla NHL-lag Washington Capitals, en position Evason hade fram till 2012 när han blev tränare för Milwaukee Admirals i NHL:s farmarliga AHL. År 2018 återvände han till NHL och blev assisterande tränare för Minnesota Wild. Den 14 februari 2020 utsågs Evason till tillförordnad tränare efter att Wilds tränare Bruce Boudreau fick lämna sin position. Den 13 juli meddelade Wild att Evason hade blivit permanent tränare för dem. Den 27 november 2023 fick han sparken.

### Statistik
Källa: 
| Lag                   | Säsong    | Grundserie | Grundserie | Grundserie | Grundserie         | Grundserie | Grundserie         | Slutspel                          |  |
| Lag                   | Säsong    | Matcher    | Vinster    | Förluster  | Övertids förluster | Poäng      | Placering          | Resultat                          |  |
| --------------------- | --------- | ---------- | ---------- | ---------- | ------------------ | ---------- | ------------------ | --------------------------------- |  |
| Minnesota Wild        | 2019–2020 | 12         | 8          | 4          | 0                  | 16         | 6:a i Central      | Förlorade i kvalificeringsrundan. |  |
| Minnesota Wild        | 2020–2021 | 56         | 35         | 16         | 5                  | 75         | 3:a i West         | Förlorade i första rundan.        |  |
| Minnesota Wild        | 2021–2022 | 82         | 53         | 22         | 7                  | 113        | 2:a i Central      | Förlorade i första rundan.        |  |
| Minnesota Wild        | 2022–2023 | 82         | 46         | 25         | 11                 | 103        | 3:a i Central      | Förlorade i första rundan.        |  |
| Minnesota Wild        | 2023–2024 | 19         | 5          | 10         | 4                  | 14         | 7:a i Central      | sparkad                           |  |
| Columbus Blue Jackets | 2024–2025 |            |            |            |                    |            | ?:a i Metropolitan | Säsong pågår.                     |  |
| Totalt                | Totalt    | 251        | 147        | 77         | 27                 | 321        |                    |                                   |  |